# Rio Aban

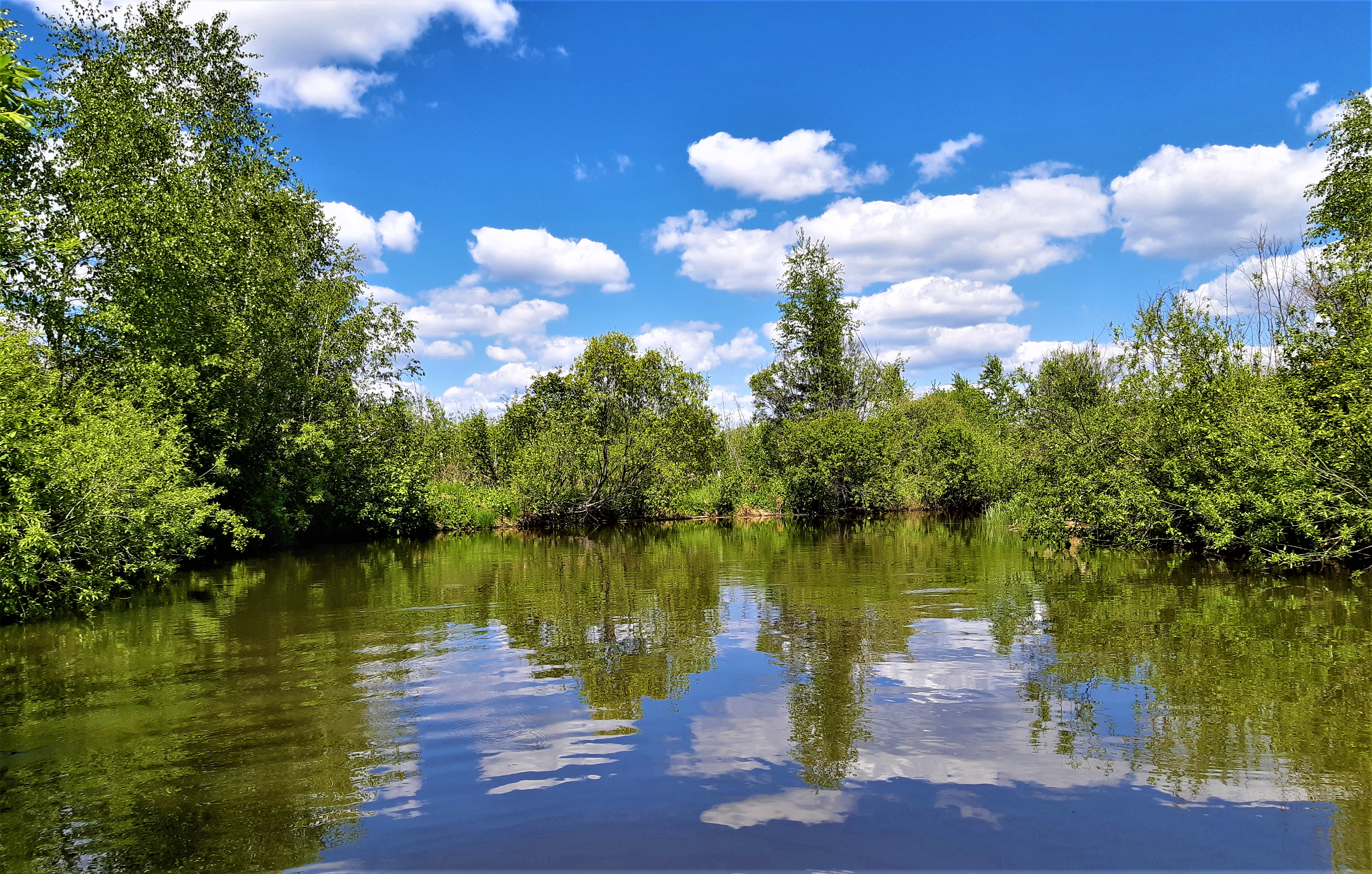

Aban (em russo:  Абан) é um rio em Krasnoyarsk Krai, Rússia. É um afluente do rio Usolka e pertence à bacia do Yenisey.